# Amtsgericht Patschkau
Das Amtsgericht Patschkau war ein preußisches Amtsgericht mit Sitz in Patschkau.

## Geschichte
In Patschkau bestand von 1849 bis 1879 die Gerichtskommission Patschkau des Kreisgerichtes Neisse. Das königlich preußische Amtsgericht Patschkau wurde mit Wirkung zum 1. Oktober 1879 als eines von acht Amtsgerichten im Bezirk des Landgerichtes Neisse im Bezirk des Oberlandesgerichtes Breslau gebildet. Der Sitz des Gerichtes war  Patschkau. Sein Gerichtsbezirk umfasste aus dem Kreis Neisse den Stadtbezirk Patschkau und die Amtsbezirke Gesäß und Patschkau. Am Gericht bestand 1880 eine Richterstelle. Das Amtsgericht war damit ein kleines Amtsgericht im Landgerichtsbezirk. Zum 1. April 1941 wurde der Landgerichtsbezirk Neisse mit seinen Amtsgerichten dem neugeschaffenen Oberlandesgericht Kattowitz zugeschlagen.
Im Jahre 1945 wurde der Amtsgerichtsbezirk unter polnische Verwaltung gestellt, und die deutschen Einwohner wurden vertrieben. Damit endete auch die Geschichte des Amtsgerichtes Patschkau. Unter polnischer Verwaltung entstand das Sąd Rejonowy w Żorach (1950–1975: Sąd Powiatowy w Żorach).